# Salix pseudospissa
Salix pseudospissa — вид квіткових рослин із родини вербових (Salicaceae).

## Морфологічна характеристика
Це кущ до 2 метрів заввишки. Гілочки пурпурувато-чорні чи тьмяно забарвлені, товсті, з багатьма вузлами, голі. Листки на коротких ніжках; листкова пластинка обернено-яйцеподібна, 3–5 см, гола, абаксіально (низ) білувата, адаксіально матово-зелена, край виразно пилчастий, верхівка гостра. Сережки видовжено-циліндричні, ≈ 3 × 1.2 см. Чоловіча квітка: тичинок 2, ≈ 5.5 мм; пиляки жовті. Жіноча квітка: зав'язь конічна, ≈ 3.5 мм, запушена золотисто-жовто.

## Середовище проживання
Пд.-сх. Ганьсу, Цінхай, пн. Сичуань. Населяє узбіччя зарості на схилах гір; на висотах ≈ 4600 метрів.